# 鄧巴城堡

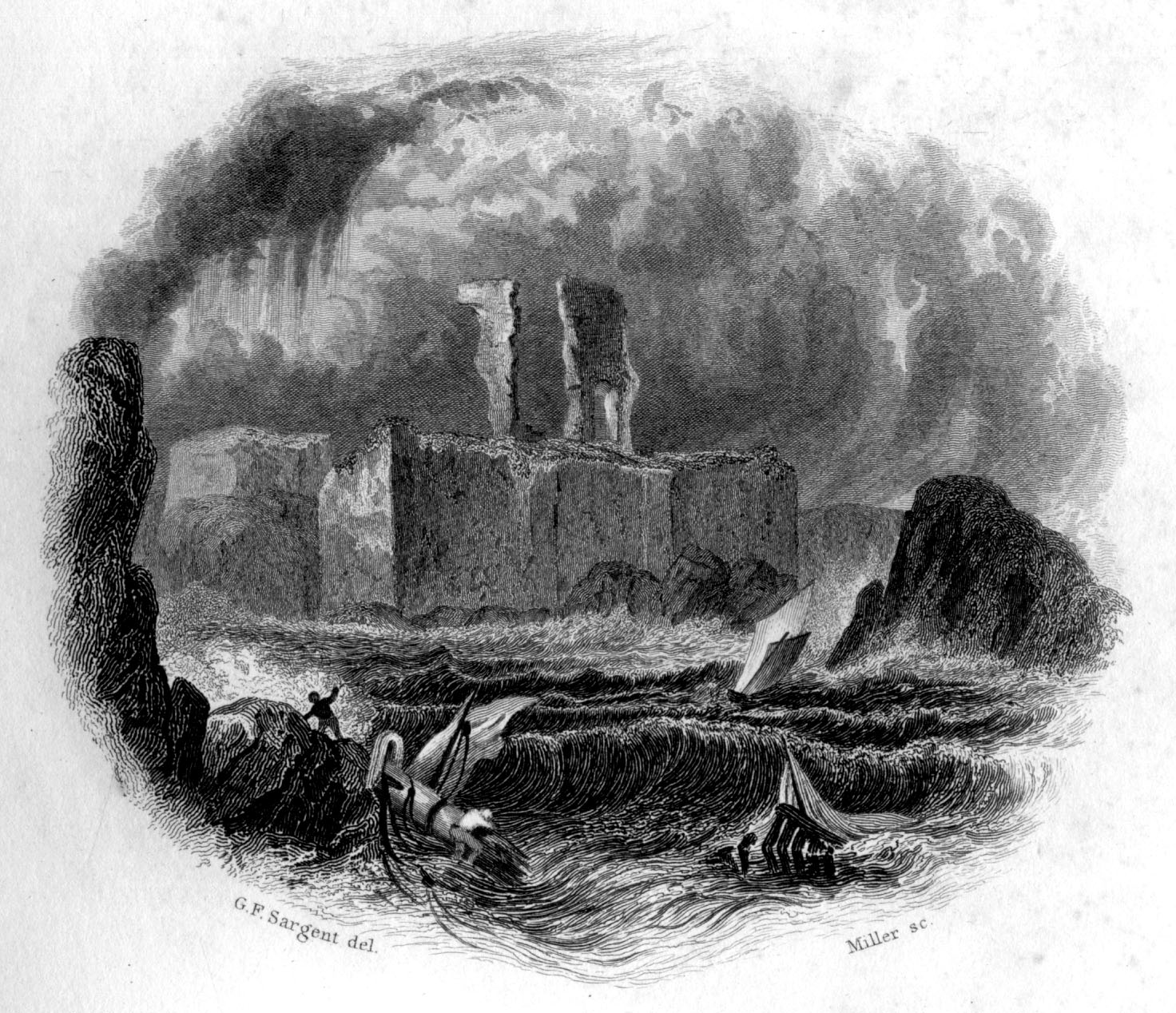
19世紀時的鄧巴城堡

鄧巴城堡（Dunbar Castle）是位于苏格兰東洛錫安鄧巴海邊的一個城堡，建造于1070年左右，蘇格蘭宗教改革中被毀，現僅存遺址。
現存的城堡由紅岩建造，主體呈八角形，有五個哨塔保留了下來。整體東西長約165英尺（50），南北長210英尺（64）。

## 歷史
諾森布里亞伯爵格斯帕特里克在被放逐到這裡之後于1070年開始建造此城堡，他的後代即鄧巴伯爵。城堡中現在還保留有馬奇和鄧巴伯爵喬治一世（1338–1420）的徽章，1515年鄧凱爾德主教加文·道格拉斯曾囚禁於此。
1457年在末代鄧巴伯爵喬治二世手中該城堡被沒收，詹姆斯四世對其進修修復使用。奧爾巴尼公爵得到了這座城堡，并在1514年建造了西部堡壘，其設計師可能是Antoine d'Arces。1527年7月奧爾巴尼公爵對其進行了進一步修復。
蘇格蘭宗教改革前的1548年什魯斯伯里伯爵放火燒毀了城堡，但同年就由彼得羅·斯特羅奇（Piero Strozzi）和米廖里諾·烏巴爾迪尼（Migiliorino Ubaldini）修復。
1560年5月一名意大利工程師為這座城堡進行進一步修復， 監督者是羅伯特·漢密爾頓。1560年後者報告稱這座城堡擴大了兩倍並可以駐扎500名士兵。 宗教改革之後的1561年9月這裡駐扎有60名法軍。 1565年8月在反抗瑪麗一世統治的暴動中，瑪麗一世下令加固這座城堡。
隨著幾場戰役，蘇格蘭議會在1567年12月宣佈廢棄此城堡， 鄧巴和這座城堡因此完全被毀。1568年9月其留下的一些石塊被搬走修造利斯的碼頭。